# Tropico (Lana Del Rey)
Tropico è il quarto EP della cantautrice statunitense Lana Del Rey, pubblicato il 6 dicembre 2016 dalle etichette discografiche Polydor e Interscope.
Tale EP è direttamente correlato con l'omonimo cortometraggio, scritto da Del Rey e diretto da Anthony Mandler, difatti il cortometraggio è contenuto nell'EP stesso. Tre tracce contenute in questo EP sono contenute anche in quello precedente, Paradise.

## Descrizione
Le tre tracce dell'EP vengono eseguite nel cortometraggio Tropico (quarta traccia dell'EP) in cui recitano la cantante che interpreta Eva e Maria di Nazareth e il modello Shaun Ross che interpreta Adamo.

## Tracce
1. Body Electric – 3:53 (testo: Lana Del Rey, Rick Nowels – musica: Rick Nowels, Dan Heath)
2. Gods & Monsters – 3:58 (testo: Lana Del Rey, Tim Larcombe – musica: Tim Larcombe, Emile Haynie)
3. Bel Air – 3:58 (testo: Lana Del Rey, Dan Heath – musica: Dan Heath)
4. Tropico – 27:08 – cortometraggio diretto da Anthony Mandler